# Nationalpark Ta Phraya
Der Nationalpark Ta Phraya (Thai: อุทยานแห่งชาติตาพระยา) ist ein Nationalpark in der Nordostregion von Thailand, dem so genannten Isan.

## Geschichte
Der Ta Phraya wurde am 22. November 1996 offiziell zu Thailands 82. Nationalpark erklärt.

## Geographie
Der Nationalpark Ta Phraya erstreckt sich über die Landkreise Amphoe Ban Kruat, Non Din Daeng und Lahan Sai in der Provinz Buriram und Amphoe Ta Phraya in der Provinz Sa Kaeo.
Der Ta Phraya Nationalpark umfasst eine Gesamtfläche von 371.250 Rai oder 594 km², er liegt in der Nähe der kambodschanischen Grenze in den Dongrek-Bergen. Die höchste Erhebung im Park ist der Pran Nut (auch: Pran Nuch, ยอดเขาพรานนุช) mit 579 Metern Höhe.
Die Adresse der Parkverwaltung lautet:
P.O.Box 9, Non Din Deang Post Office, Non Din Deang, Buriram, Thailand 31260.

## Flora und Fauna
- Wälder
  - Da der Boden in dieser Region sehr fruchtbar ist, gibt es hier verschiedene Laubwälder, immergrüne Wälder als auch Dipterocarp-Wälder.
- Tierreich
  - Der Nationalpark Ta Phraya beherbergt eine Vielzahl von verschiedenen Tieren, z. B. asiatische Bergziegen, Kragenbären, Malaienbären, Mennigvögel, Blauelster, Gaur